# قسم جلغة الريفي (مقاطعة غلبايغان)
قسم جلغة الريفي (بالفارسية: دهستان جلگه) منطقة ريفية في الناحية المركزية لمقاطعة غلبايغان التابعة لمحافظة أصفهان في إيران. في تعداد عام 2006، كان عدد سكانها 4,021 في 1300 عائلة. يتبع هذا القسم الريفي 12 قرية.